# De aartsengelen van Vinea
De aartsengelen van Vinea (Frans: Les Archanges de Vinéa) is het 13de album uit de stripreeks Yoko Tsuno en het 6e met de buitenaardse Vineanen. Tot nu toe leek de Vineaanse maatschappij redelijk uniform: er waren wel meningsverschillen en ruzies, maar grote conflicten tussen bevolkingsgroepen op Vinea waren er niet. In dit album blijkt er een tot nu toe onbekende stad te zijn, waarvan de inwoners de andere Vineanen intens haten en vastbesloten zijn deze uiteindelijk te vernietigen.

## Het verhaal

### Opnieuw naar Vinea
Yoko Tsuno en haar vrienden Paul en Ben bezoeken voor de vierde maal de planeet Vinea, twee miljoen lichtjaar van de Aarde verwijderd in het sterrenstelsel de Driehoeknevel (M33). Op Vinea brengt Yoko's hartsvriendin Khany haar, samen met haar zusje Poky, naar een afgelegen eilandengroep, waar een oude vrouw waakt over een klein kind in een stasecapsule. Terwijl ze de capsule onderzoeken horen ze een geluid vanuit de zee: buiten zien ze in de verte de zee borrelen, en Khany gaat met haar aeronefpendel op onderzoek. Wanneer de verbinding wordt verbroken gaat Yoko in haar eigen vliegmachine op zoek naar haar vriendin. Bij de bron van het geluid aangekomen ziet ze dat een grote kunstmatige constructie uit het water steekt, waarop Khany's vliegmachine staat. Yoko landt ernaast en ontdekt dat de machine verlaten is. Een Vineaan komt uit de constructie, maar voordat Yoko te horen krijgt waar Khany is worden ze overvallen door een groep onbekende Vineanen die uit de zee opduiken en de eerst aangekomen Vineaan neerschieten.

### De onderwaterstad
De constructie begint weer in de zee te zakken, maar Yoko, Poky en de gewonde Vineaan worden tijdig meegenomen door de Vineanen. Met primitieve duikuitrustingen worden ze naar de zeebodem gebracht, waar een complete onderwaterstad blijkt te liggen. Onderweg worden ze aangevallen door een zeemonster, maar Yoko kan het beest neer schieten. In de stad hoort ze dat ze een heilige Styr van de koningin heeft doodgeschoten, en dat ze meteen weer moet vertrekken. De neergeschoten Vineaan, die door de anderen een aartsengel wordt genoemd, gaat met hen mee. Hij brengt hen naar een ander deel van de stad, waar Yoko achter de ware aard van de aartsengel komt: hij blijkt een androïde robot te zijn. De aartsengel vraagt Yoko hem te helpen een groep kinderen in stase te redden, die door de robots van de koningin worden ontvoerd. Dit lukt, maar Yoko wordt gevangengenomen en naar koningin Hegora gebracht.

### Koningin Hegora
De koningin laat Yoko met de partner van de door haar gedode Styr vechten. Yoko weet de elektroden van de Styr af te rukken, waardoor Hegora het dier niet meer kan controleren en zelf door het beest wordt aangevallen. Hierbij raakt de koningin zwaargewond: ze neemt Yoko mee naar een tweede stad in de diepzee. Hier blijkt dat ook de koningin een robot is, aangesloten op de energievoorzieningen van de stad. In de dieptestad brengt de technische robot Tryak de programmaties van de beschadigde koningin over op een nieuw kopie-lichaam.
De nieuwe koningin legt Yoko uit hoe de samenleving van de onderwaterstad is opgebouwd. In een ver verleden voerden de Vineaanse steden een grote oorlog met elkaar. Een stad was aan de verliezende hand en bouwde de onderwaterstad, met aan de leiding de robotkoningin. Wanneer de koningin zou sterven, stopte de energie en stierf ook de stad, waardoor de koningin almachtig was. De koningin werd gebouwd als instrument van wraak: zij zou de duizenden kinderen in stase grootbrengen tot wrekers van de stad. Samen met de onderwaterarsenalen vol offensieve wapens zouden zij de verslagen stad uiteindelijk toch wreken. Voor de verzorging van de kinderen werden de aartsengelen gebouwd: naamloze identieke robots die verantwoordelijk waren voor de opvoeding van de kinderen. Zij weigerden mee te werken en besloten de kinderen niet meer uit stase te halen. De koningin liet daarop kinderen roven en bouwde zo langzaam haar leger op. Wanneer Hegora Yoko wil doden, komt Tryak tussenbeide: de nieuwe koningin raakt zwaar beschadigd en de energievoorziening begint te haperen. Tryak kan nog net op tijd een nieuwe kopie inladen, maar ondanks hun voorzorgsmaatregelen weet de nieuwe Hegora toch weer de overhand te krijgen. Ze gijzelt Yoko en neemt haar mee naar een vernietigingstoestel, waarmee ze de macht weer in handen wil krijgen. Doordat Yoko een schakelkoppeling losrukt stort het toestel neer. Yoko wordt gered, maar Hegora vliegt te pletter.

### Koningin Yoko
Inmiddels is Khany bevrijd: zij wil de onderwaterstad integreren in de Vineaanse maatschappij, maar de aartsengel en Tryak besluiten Yoko koningin te maken van de stad. Khany staat voor een voldongen feit, maar is hier niet echt blij mee. De aartsengel legt uit dat het noodzakelijk was, omdat de bewoners van de onderwaterstad nooit een inlijving bij de andere Vineanen zou accepteren en in opstand zouden komen. Yoko verklaart dat ze zich terug zal trekken wanneer de Vineaanse volken hebben geleerd met elkaar samen te leven.